# Carl Javér
Carl David Javér , född 1 maj 1972 i Västsverige, är en svensk dokumentärfilmare och regissör. Han har med flera dokumentärer bakom sig, tre av dem dokumentärserier, där han varit pionjär i Sverige med den lätta digital tekniken. Han har lett workshops i observerande dokumentärfilm i Skandinavien. Förutom egna filmer har han klippt filmfiktion och ett antal dokumentärer. 2019 fick han en Guldbagge i kategorin Bästa  Regi för Rekonstruktion Utøya. Senast en dokumentärfilmare vann Guldbagge i Bästa Regi var 1979 då Stefan Jarl vann för Ett anständigt liv. Rekonstruktion Utøya vann också i kategorin Bästa Dokumentärfilm.

## Karriär
Carl Javér debuterade 1996 med Tel al Zaatar – Vägen tillbaka tillsammans med Anders Berggren, en film som nominerades för många priser internationellt och nationellt och vann Honorary Mention Award på EU ECHO Tv Awards.
Hösten 2018 hade  dokumentären Rekonstruktion Utøya premiär och fick det högsta samlade recensionsbetyget av alla Filmåret 2018 svenska filmer under 2018 och hade internationell premiär på Berlin Film Festival 2019. Filmen vann även 2019 en Guldbagge för Bästa Dokumentärfilm. 
2014 hade hans film Freak Out biopremiär på Folkets Bio. Filmen var nominerad till Nordic Dragon Award på Göteborg International Film Festival och vann Honorary Mention Award på Tempo dokumentärfestival, Main Award på Makedox, Makedonien, Main Award på Utopia Film Festival i USA och har varit i tävlan på Doxa i Kanada, i Docville i Belgien, Dokfilm i Norge, Astra Film Festival i Rumänien och Available Light i Yukon, Kanada. Filmen har vunnit totalt 12 festivalpriser och visats på åtta TV-kanaler, bland annat ARTE. Han är verksam på Konstepidemin i Göteborg och delägare i filmbolaget [Vilda Bomben Film AB].

## Filmer (regi)
- Reconstructing Utøya[3] | 2018 |
- Freak Out[4], 2014
- Freia och Wannabeindianerna[5]| 2013 / SVT/SFI
- Kraschen | 2010 | SVT (dokumentärserie)[6]
- Alla hittar kärlek utom jag[7] | 2007 | SVT
- Varuhus nr 180[8] | 2005 | SVT
- Heroin[9] | 2003 | TV4
- Skolan[10] | 2001 | TV4 (dokumentärserie)
- Sjukhuset[11] | 1998 | TV4 (dokumentärserie)
- Tel al Zaatar - vägen tillbaka[1] | 1996 | SVT

## Dokumentärt/Fiktion-klipp 19962018
- Tel al Zaatar - vägen tillbaka | 1996 | SVT | Regi Carl Javér & Anders Berggren
- Rullbrädevinter[12] | 1997 | SVT | regi : Boel Amegrissi
- Asrin[13] | 1997 | SVT | Regi: Tove Torbiörnsson
- I Landet Utom Sig | 1997 | SVT | Regi: Henrik Georgsson
- Kött är mord[14] | 1997 | SVT | Mia Engberg
- Dokument rörande filmregissören[15] Roy Andersson | 1997 | SVT | Regi: Björn Runge
- Sjukhuset | 1998 | TV4 (dokumentärserie) | Regi Carl Javér & Anders Berggren
- Skolan | 2001 | TV4 (dokumentärserie) | Regi Carl Javér & Anders Berggren
- Heroin | 2003 | TV4 | Regi Carl Javér & Anders Berggren
- Benjamin | 2004 | TV4 | Regi: Lollo Jarnebring
- Varuhus nr 180 | 2005 | SVT | Regi Carl Javér & Anders Berggren
- Alla hittar kärlek utom jag [7]| 2007 | SVT/SFI | Regi Carl Javér & Anders Berggren
- Jag är bög[16] | 2006 | SVT | Regi: Nicolas Kolovos
- Marie Carmen Espana[17] - Vid Tystnadens Slut | SVT/SFI | Regi: Martin Jönsson & Pontus Hjortén
- Kraschen | 2010 | SVT (dokumentärserie) | Regi Carl Javér & Anders Berggren & Lena Laurén
- Freia och Wannabeindianerna | 2013 / SVT/SFI | Regi Carl Javér
- Freak Out | 2014 | Regi Carl Javér
- SPÅR[18] | 2015 | Regi Gunnar Bergdahl & Annica Carlsson Bergdahl
- En gång i tiden[19] | 2016 | Regi Roozbeh Behtaji
- Till sista andetaget[20] | 2017 | Regi Gunnar Bergdahl
- Rekonstruktion Utøya[21] | 2018 | SVT/NRK/DR | Regi Carl Javér